# دهستان سپهو
دهستان سپهو (به لاتین: Sephu Gewog) یک دهستان در کشور بوتان است که در ناحیهٔ وانگدودودرنگ واقع شده‌است.